# Понсе, Мигель Анхель
Миге́ль А́нхель По́нсе Брисе́ньо (исп. Miguel Ángel Ponce Briseño; род. 12 апреля 1989 года в Сакраменто (Калифорния), США) — американский футболист левый защитник клуба «Гвадалахара» и сборной Мексики. Олимпийский чемпион 2012 года. Участник чемпионата мира 2014 года.

## Клубная карьера
Понсе родился американском городе Сакраменто, но профессиональную карьеру решил начать на родине своих родителей в Мексике, в городе Гвадалахара. На профессиональном уровне дебютировал в 2008 году в матче Лиги Ассенсо против «Ирапуато» в составе «Универсидад Гвадалахары».
24 апреля 2010 года в матче против «Крус Асуль» он дебютировал в мексиканской Примере, за «Гвадалахару». Мигель Анхель был основным игроком своей команды в розыгрыше Кубка Либертадорес 2010, где команда добралась до финала. 26 сентября 2010 года в поединке против УАНЛ Тигрес Понсе забил свой первый гол на профессиональном уровне. По итогам Апертуры 2010 Мигель был номинирован мексиканской Федерацией Футбола на звание лучшего игрока, но по итогам опроса победил Отониэль Арсе из «Сан-Луиса».
В 2014 году Понсе на правах аренды перешёл в «Толуку». 5 января в матче против «Пачуки» он дебютировал за новую команду. 19 января в поединке против УНАМ Пумас Мигель забил свой первый гол за «Толуку». После окончания аренды Понсе вернулся в «Гвадалахару». В 2017 году он помог клубу выиграть чемпионат.

## Международная карьера
В 2011 году Понсе был вызван в сборную Мексики, в которую были приглашены в основном футболисты не старше 23 лет, для поездки на Кубок Америки в Аргентину. На турнире Мигель принял участие в матчах против Перу и Уругвая.
В 2011 году Понсе стал победителем Панамериканских игр в родной Гвадалахаре. Защитник принял участие в поединках турнира против команд Тринидада и Тобаго, Уругвая, Коста-Рики и Аргентины. В поединке против уругвайцев Мигель забил гол.
В 2012 году Понсе в составе молодёжной национальной команды стал победителем Олимпийского отборочного турнира. Он сыграл все пять матчей соревнования и забил два гола. В том же году он стал победителем футбольного турнира во французском Тулоне, где он принял участие в двух встречах. Летом в составе олимпийской сборной Мигель выиграл золотую медаль соревнований. На турнире он сыграл в матчах против команд Сенегала, Северной Кореи, Габона, Швейцарии и Бразилии.
В 2013 году Мигель принял участие в Золотой кубок КОНКАКАФ. На турнире он сыграл в поединках против сборных Канады и Мартиники. В поединке против островитян Понсе забил свой первый гол за национальную команду.
В мае он был включен в список сборной на поездку на Чемпионат мира в Бразилию. На турнире он был запасным и на поле не вышел.

### Голы за сборную Мексики (до 23)
| #   | Дата            | Место                                     | Противник | Счёт | Результат | Соревнование                       |
| --- | --------------- | ----------------------------------------- | --------- | ---- | --------- | ---------------------------------- |
| 01. | 23 октября 2011 | Омнилайф, Гвадалахара, США                | Уругвай   | 1:0  | 5:2       | Панамериканские игры               |
| 02. | 17 марта 2012   | AT&T Park, Сан-Франциско, США             | Сенегал   | 1:0  | 2:0       | Товарищеский матч                  |
| 03. | 17 марта 2012   | AT&T Park, Сан-Франциско, США             | Сенегал   | 2:0  | 2:0       | Товарищеский матч                  |
| 04. | 31 марта 2012   | Ливстронг Спортинг Парк, Канзас-Сити, США | Канада    | 3:1  | 3:1       | Олимпийский отборочный турнир 2012 |
| 05. | 2 апреля 2012   | Ливстронг Спортинг Парк, Канзас-Сити, США | Гондурас  | 2:1  | 2:1       | Олимпийский отборочный турнир 2012 |

### Голы за сборную Мексики
| #  | Дата         | Место                                         | Противник | Счёт | Результат | Соревнование                |
| -- | ------------ | --------------------------------------------- | --------- | ---- | --------- | --------------------------- |
| 1. | 14 июля 2013 | Спортс Ауторити Филд эт Майл Хай, Денвер, США | Мартиника | 3:1  | 3:1       | Золотой кубок КОНКАКАФ 2013 |

## Достижения
Командные
 «Гвадалахара»
- Чемпионат Мексики по футболу — Клаусура 2017
- Финалист Кубка Либертадорес — 2010

Международные
 Мексика
- Панамериканские игры — 2011
- Турнир в Тулоне — 2012
- Олимпийские игры — 2012